# Kelet-európai gímszarvas
A kelet-európai gímszarvas (Cervus elaphus hippelaphus) az emlősök (Mammalia) osztályának párosujjú patások (Artiodactyla) rendjébe, ezen belül a szarvasfélék (Cervidae) családjába tartozó gímszarvas (Cervus elaphus) egyik európai alfaja.

## Előfordulása
A kelet-európai gímszarvas elterjedési területe Délkelet-Európa és Közép-Európa, a nyugati alfajtól az Alpok és a Kárpátok szigetelik el. Magyarországon ez az alfaj él.

## Megjelenése
Az állat bundája világos színű. Sárgásfehér tükrét fekete rajzolat veszi körül. A legnagyobb példányok a közép-európai Kárpátokban élnek. A kelet-európai gímszarvas alig különböztethető meg a nyugat-európai gímszarvastól.

## Képek

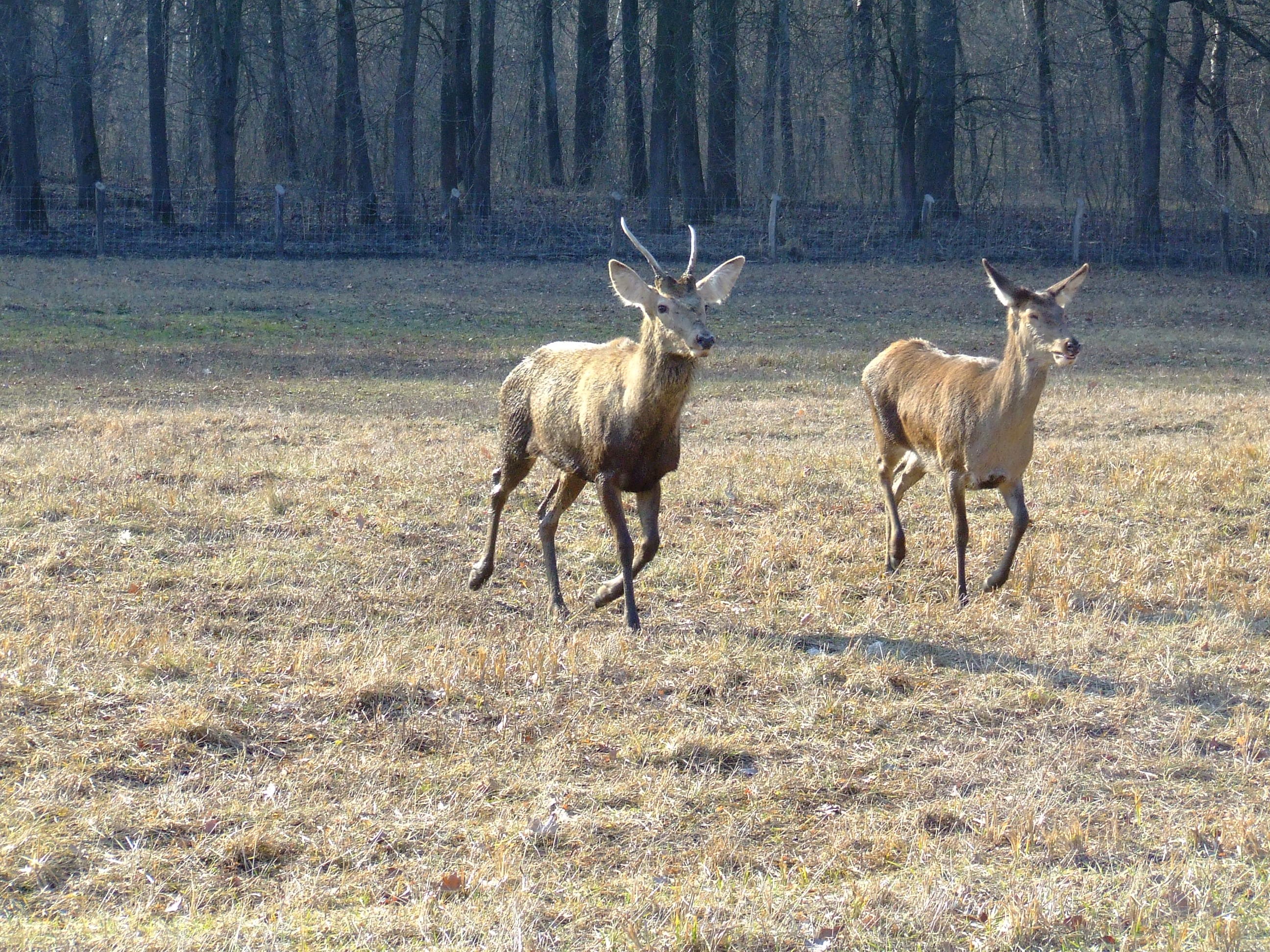
Bika és tehene a Gemenci-erdőben
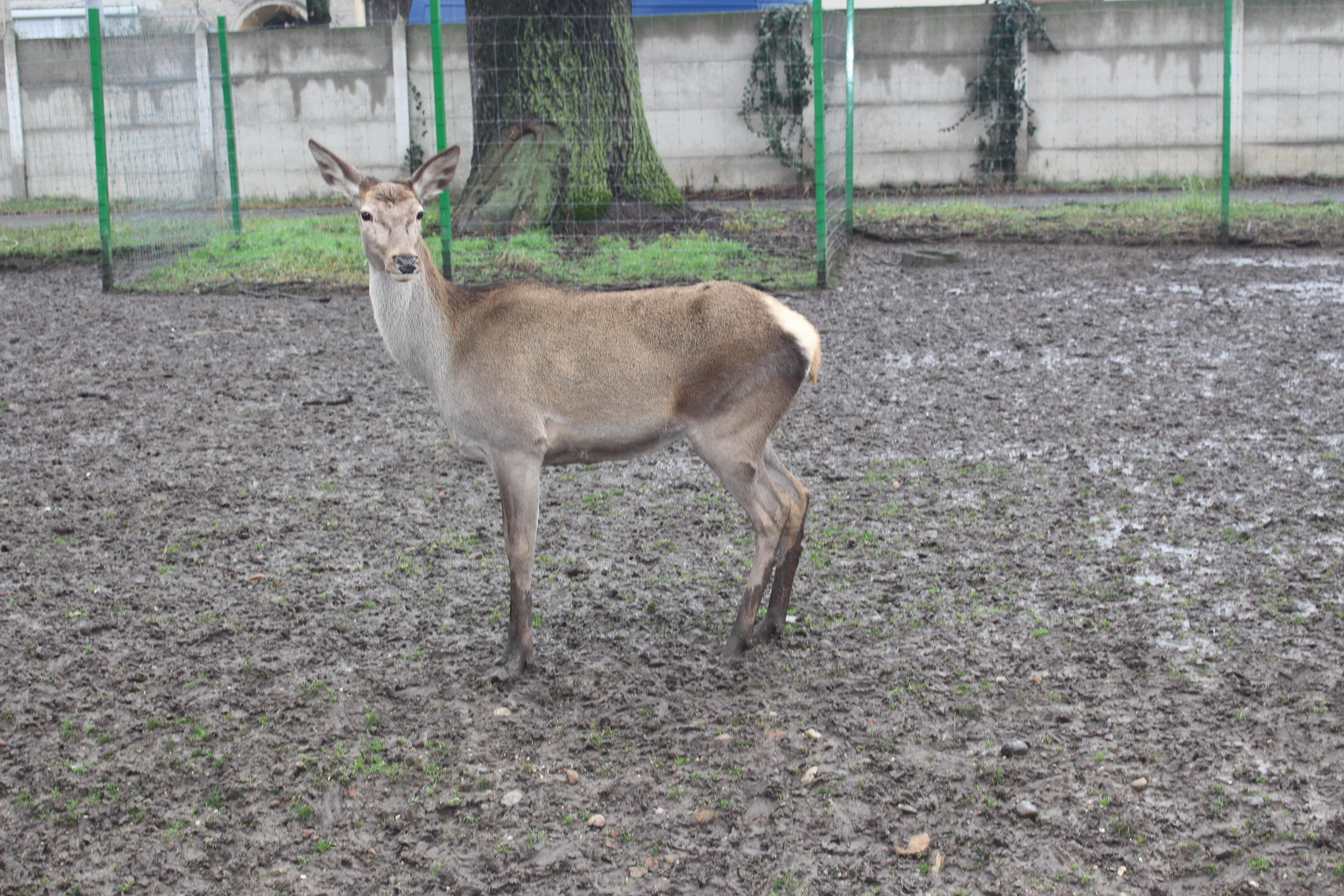
Suta az Erdélyben levő nagyváradi állatkertben